# Zoë Chao
Zoë Chao é uma atriz e roteirista norte-americana, conhecida pela participação na série The OA.